# Нилсон, Джеймс Бомон
Джеймс Бомон Нилсон (англ. James Beaumont Neilson; 22 июля 1792 или 22 июня 1792, Глазго, Ланаркшир — 18 января 1865, Керкубри, Кирккадбрайтшир) — шотландский изобретатель. Первым использовал опыты по вдуванию в доменную печь горячего воздуха.

## Биография
Родился 22 июля 1792 года в небольшом городке Шеттлстон недалеко от Глазго. Отец Нилсона был мастером на угольной шахте в посёлке Гован неподалёку от Глазго. По другим данным, его отец был заводским мастером. Получил начальное образование в приходских школах. С 14 лет начал работать на угольной шахте в Говане. В 16 лет стал подмастерьем у своего старшего брата Джона и работал с ним три года. Из-за нехватки денег не смог получить инженерного образования. В свободное время самостоятельно изучал грамматику, чертежи и математику.
В 1814 году устроился мастером на шахту в Эрвине, однако из-за того, что шахта была малоприбыльной, через три года уволился и вернулся в Глазго. В это время в городе был построен первый газовый завод. Нилсон выиграл конкурс на должность мастера, в котором участвовали двенадцать претендентов. Устраиваясь на работу на газовый завод, Нилсон ничего не знал о производстве газа, однако он быстро достиг значительных практических и теоретических знаний в профессии, вскоре став главным инженером завода. Первый контракт Нилсона на заводе был на пять лет, однако он проработал 30 лет, до 1847 года. Завод производил газ для освещения улиц и для частных потребителей. Нилсон внедрил несколько полезных инноваций в производство газа, и во время его пребывания на должности главного инженера завод был одним из лучших в Шотландии. Устроившись на завод, Нилсон поступил в Институт Андерсона в Глазго.
В 1825 году он начал опыты по вдуванию в доменную печь горячего воздуха. В 1828 году получил патент (совместно с Макинтошем), а в 1829 году произвёл первое горячее дутье на заводе Клайд в Глазго. Его устройство позволяло нагревать воздух до температуры 150° С. Использование в доменной печи вместо холодного (то есть с температурой атмосферного воздуха) нагретого только до 150° С дутья привело к снижению удельного расхода каменного угля, который использовался в доменной плавке, на 36 %. Из-за высокой эффективности нагретый воздух очень скоро получил распространение. Никакое другое мероприятие за всё время существования доменного производства не привело к столь значительному снижению удельного расхода топлива, как использование нагретого дутья. К 1840 году лицензию на использование нагретого дутья приняли 58 промышленников в Англии и 13 в Шотландии. Кое-кто из промышленников пытался использовать подогретое дутье без лицензии, из-за чего Нилсон много судился.
Нилсон стал членом Института инженеров-строителей, Химического общества, а в 1846 году был принят в Лондонское королевское общество.
В 1851 году Нилсон купил имение Квинсхилл неподалёку от города Керкубри, куда и переселился.
Был дважды женат и имел большую семью.
Брат Джеймса Нилсона, Уильям Нилсон, в 1836 году основал в Глазго предприятие по производству паровозов, которое называлось «Нилсон и Компания». В 1843 году руководителем компании стал сын Нилсона Уолтер.